# Стола (туника)

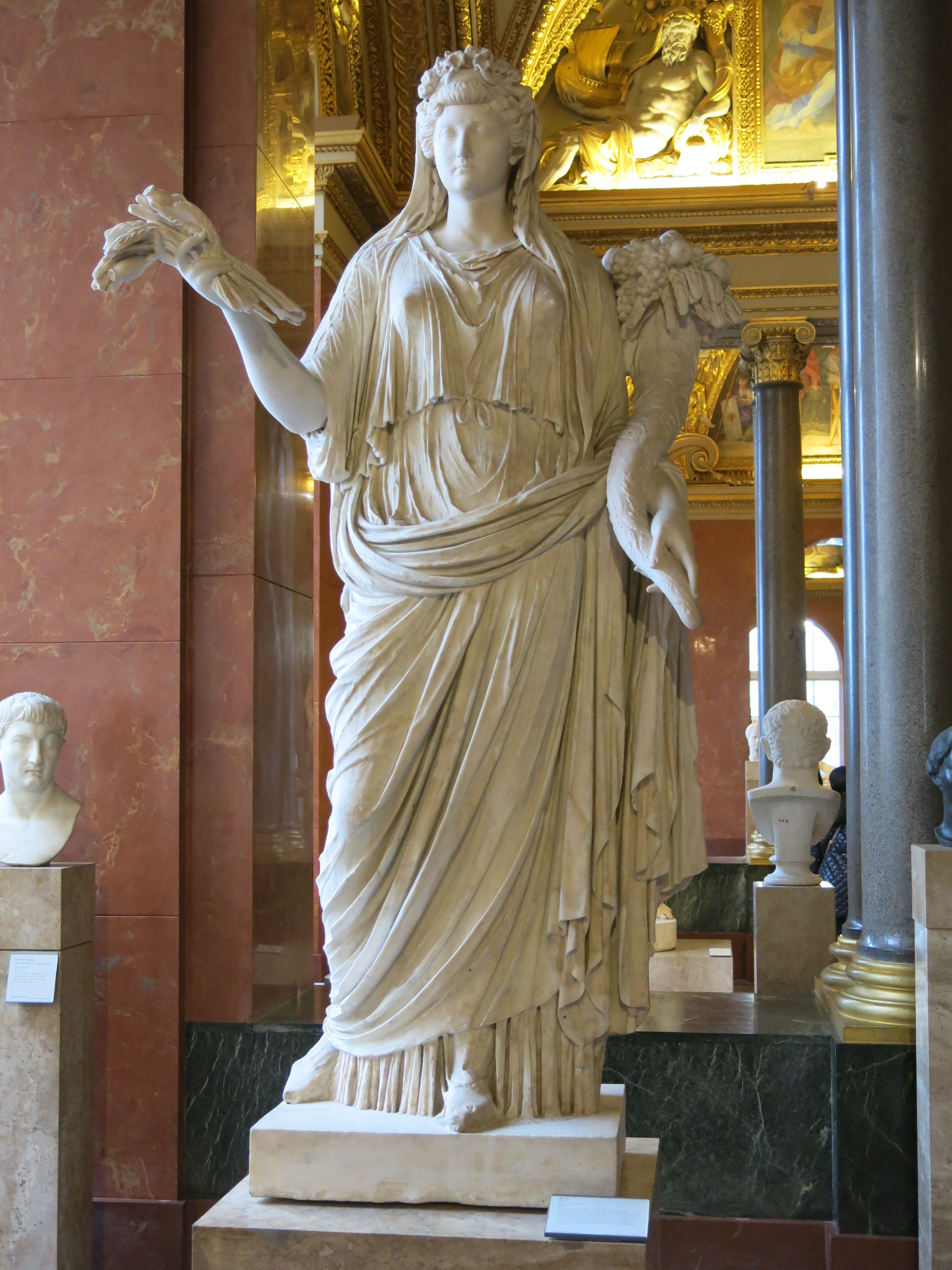
Ливия Друзилла (58 до н. э. — 29; статуя в Лувре), одетая в столу, в образе богини плодородия Опы.

Стола (др.-греч. στολή, лат. stola) — у древних римлян одежда матроны: туника, которая надевалась поверх исподней туники (tunica interior) и доходила до лодыжек. Как одежда римских матрон, стола стала символом законного брака; «femina stolata» был почётный термин, который носили замужние римлянки.
Снизу к столе пришивалась оборка, называвшаяся instita; горловина обшивалась пурпуровой каймой. Рукава столы достигали локтей и не были сшиты, а закреплялись рядом застёжек. Если внутренняя туника имела рукава, то у столы их не было. Стола обхватывалась поясом значительно выше талии, при этом образовывался ряд складок.
Слово «стола» заимствовано из древнегреческого языка (στολή) и первоначально означало вообще всякую одежду, не только женскую, но и мужскую. Как женская одежда, стола стала известна не позже Второй Пунической войны (218—201 до н. э.). При Тиберии (42 до н. э. — 37 год н. э.) вышла из моды.